# 재클린 케네디 오나시스 저수지

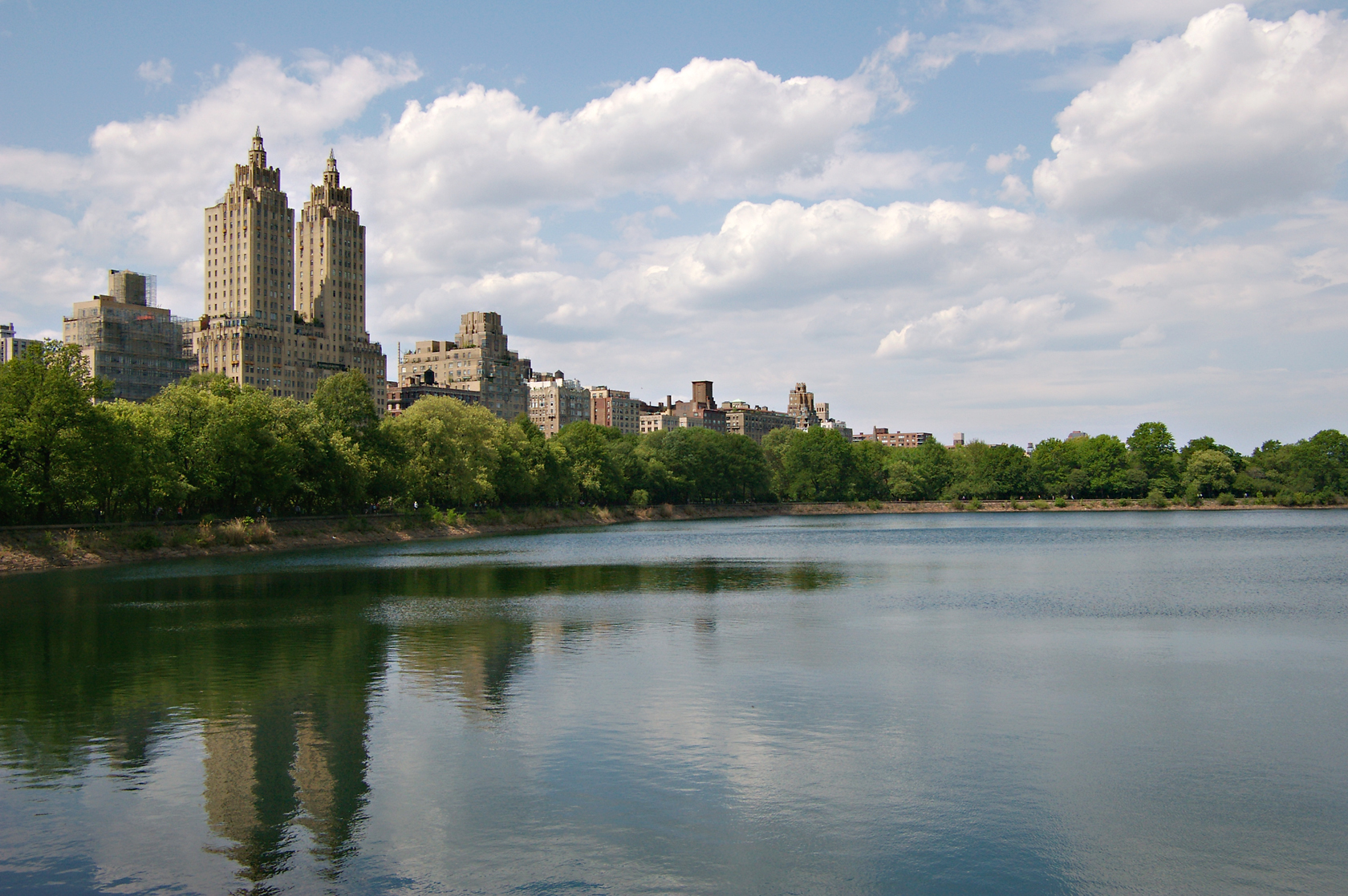
재클린 케네디 오나시스 저수지

재클린 케네디 오나시스 저수지(Jacqueline Kennedy Onassis Reservoir)는 뉴욕 센트럴 파크에 있는 저수지이다. 저수지의 면적은 저수지의 면적은 43ha로, 센트럴 파크에서 가장 큰 규모의 호수이다. 원래는 센트럴 파크 저수지(Central Park Reservoir)라 불렸다. 저수지 주위에는 2.5km의 조깅 트랙으로 조성되어 있다. 저수지 건너편에는 엘도라도라 불리는 고급 아파트가 있다.